# Black Sunshine
«Black Sunshine» es un sencillo del álbum La Sexorcisto: Devil Music Vol. 1 de la banda de metal estadounidense White Zombie. La canción también aparece en el álbum de Rob Zombie Past, Present & Future y en el compilado The Best of Rob Zombie. Iggy Pop contribuyó aportando las voces que se escuchan al principio y al final de la canción, además de aparecer en el video musical de ésta.

## Lista de canciones del sencillo

### Primera versión
1. «Black Sunshine» (LP versión) - 4:48
2. «Thunder Kiss '65» (Swingers Lovers mix) - 4:46
3. «Thunder Kiss '65» (Swinging Lovers extended mix) - 6:10

### Segunda versión
1. «Black Sunshine» (LP versión) - 4:48
2. «Black Sunshine» (Indestructible 'Sock It to Me' Psycho-Head mix) - 4:58

### Tercera versión
1. «Black Sunshine» (edit) - 3:55
2. «Black Sunshine» (LP versión) - 4:48